# Andrzej Sołyga
Andrzej Sołyga (ur. 6 lutego 1955 w Zagrodach) – polski rzeźbiarz, pedagog.

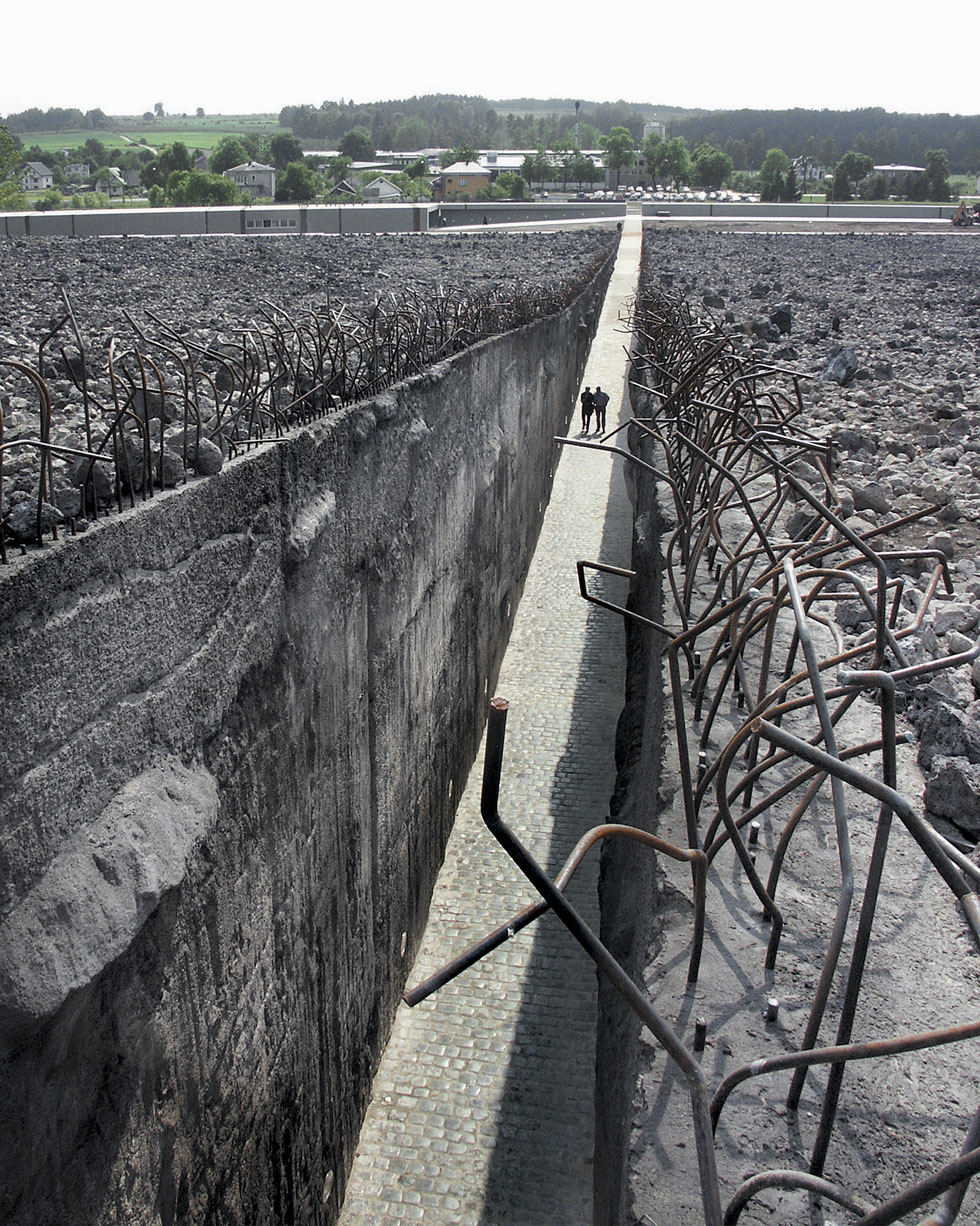
Szczelina – Droga. Założenie Pomnikowe na terenie byłego Obozu Zagłady w Bełżcu. fot. G. Dąbrowski

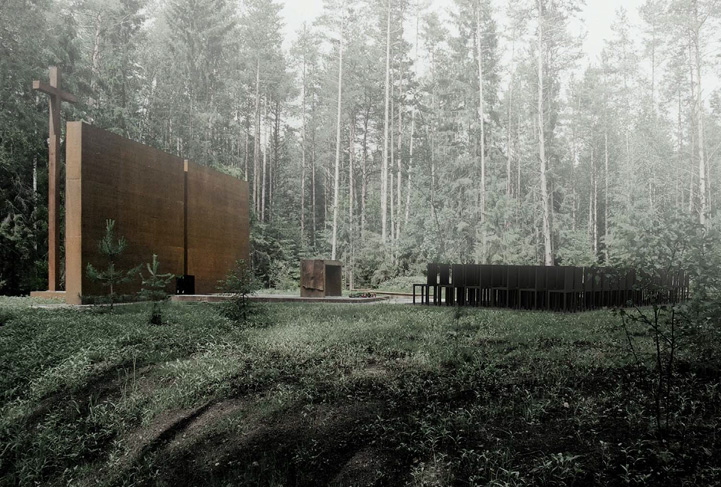
Polski Cmentarz Wojenny w Katyniu. fot. A. Sołyga

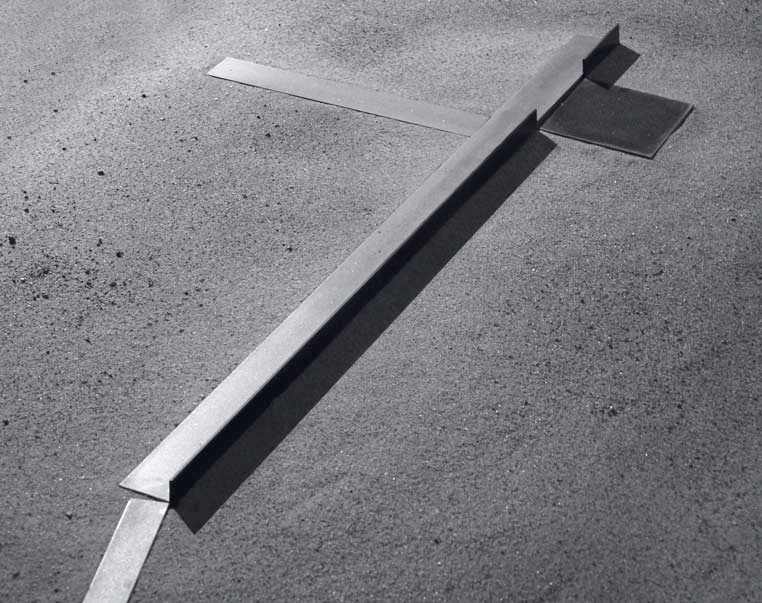
Pomnik upamiętniający ofiary katastrofy lotniczej, która miała miejsce pod Smoleńskiem 10 kwietnia 2010 r. Makieta. fot. A. Sołyga

Studiował w Państwowej Wyższej Szkole Sztuk Plastycznych w Gdańsku (1976-1978), prac. rzeźby prof. Franciszka Duszeńki i w Akademii Sztuk Pięknych w Warszawie (1978-1981), prac. rzeźby prof. Gustawa Zemły. 
Obecnie prowadzi Pracownię Rzeźby na Wydziale Rzeźby Akademii Sztuk Pięknych w Warszawie. 

## Dorobek artystyczny
wystawyWarszawa (1981), Londyn (1982), Bratysława (1983), Berlin (1983) oraz wystawach pokonkursowych w Moskwie, Smoleńsku, Waszyngtonie, Warszawie, Krakowie.
konkursy1000-lecie Jazdy Polskiej (I nagroda) 1985, Polskie Cmentarze Wojenne w Katyniu, Miednoje i Charkowie (I nagroda i realizacja) 1995-2000, Założenie pomnikowe na terenie byłego hitlerowskiego obozu zagłady w Bełżcu (I nagroda i realizacja) 1996-2004, Miejsce Pamięci Ofiar Pracy Przymusowej – Friedhof Hochstrasse, Braunschweig, Niemcy (I nagroda i realizacja) 1999-2001, Pomnik upamiętniający ofiary katastrofy lotniczej, która miała miejsce pod Smoleńskiem 10 kwietnia 2010 r. (I nagroda i realizacja) 2012

## Nagrody
- 2012: I nagroda dla zespołu w składzie: rzeźbiarz Andrzej Sołyga, architekt Dariusz Śmiechowski, grafik Dariusz Komorek w Międzynarodowym konkursie na pomnik upamiętniający katastrofę z 10 kwietnia 2010[2].
- 2006: Polska. Ikony architektury, wspólnie z Zdzisławem Pidkiem, Marcinem Roszczykiem i pracownią DDJM Biuro Architektoniczne za założenie pomnikowe na terenie byłego hitlerowskiego Obozu Zagłady w Bełżcu[3]
- 2005: Nagroda Główna, IX edycja Konkursu Polski Cement w Architekturze
- 2004: Nagroda Specjalna w konkursie Nagroda Roku SARP 2004 za założenie pomnikowe na terenie byłego hitlerowskiego Obozu Zagłady w Bełżcu dla zespołu: Andrzeja Sołygi Zdzisława Pidka i Marcina Roszczyka[4].
- 2001: Nagroda im. św. Brata Alberta.

## Inne
25 września 2008 pełnił funkcję jurora konkursu na zaprojektowanie krzyża upamiętniającego obecność papieża Jana Pawła II w Warszawie.